# Xenodon
Xenodon – rodzaj węży z podrodziny ślimaczarzy (Dipsadinae) w rodzinie połozowatych (Colubridae).

## Zasięg występowania
Rodzaj obejmuje gatunki występujące w Meksyku, Belize, Gwatemali, Salwadorze, Hondurasie, Nikaragui, Kostaryce, Panamie, Kolumbii, Wenezueli, Gujanie, Surinamie, Gujanie Francuskiej, Brazylii, Ekwadorze, Peru, Boliwii, Paragwaju, Argentynie i Urugwaju.  

## Systematyka

### Etymologia
- Ophis: gr. οφις ophis, οφεως opheōs „wąż”[10]. Gatunek typowy: Ophis merremii Wagler, 1824.
- Xenodon: gr. ξενος xenos „obcy, dziwny”[11]; οδους odous, οδοντος odontos „ząb”[12].
- Lystrophis: gr. λιστρον listron „narzędzie do wygładzania, łopata, motyka”[13]; οφις ophis, οφεως opheōs „wąż”[10]. Gatunek typowy: Heterodon dorbignyi Bibron, 1854.
- Acanthophallus: gr. ακανθα akantha „cierń, kolec”, od ακη akē „punkt”[14]; φαλλος phallos „penis”[15]. Gatunek typowy: Xenodon colubrinus Günther, 1858 (= Coluber rabdocephalus Wied-Neuwied, 1824).
- Procteria: być może od gr. πρωκτος prōktos „odbyt”[16]. Gatunek typowy: Procteria viridis Werner, 1924.
- Waglerophis: Johann Georg Wagler (1800–1832), niemiecki herpetolog, systematyk; οφις ophis, οφεως opheōs „wąż”[10]. Gatunek typowy: Ophis merremii Wagler, 1824.

### Podział systematyczny
Do rodzaju należą następujące gatunki:
- Xenodon dorbignyi (Bibron in Duméril, Bibron & Duméril, 1854)
- Xenodon guentheri Boulenger, 1894
- Xenodon histricus (Jan, 1863)
- Xenodon matogrossensis (Scrocchi & Cruz, 1993)
- Xenodon merremii (Wagler, 1824)  – boipewa Merrema[17]
- Xenodon nattereri (Steindachner, 1867)
- Xenodon neuwiedii Günther, 1863
- Xenodon pulcher (Jan, 1863)
- Xenodon rabdocephalus (Wied, 1824)
- Xenodon semicinctus (Duméril, Bibron & Duméril, 1854)
- Xenodon severus (Linnaeus, 1758)  – pseudożararaka amazońska[18]
- Xenodon werneri Eiselt, 1963